# (6456) Golombek
(6456) Golombek (1992 OM) – planetoida z grupy planetoid przecinających orbitę Marsa okrążająca Słońce w ciągu 3,25 lat w średniej odległości 2,19 j.a. Odkryta 27 lipca 1992 roku.